# Yannick Nolin
Yannick Nolin est un photographe, directeur photo, cinéaste, documentariste et producteur établi à Québec. Il est reconnu comme étant le réalisateur des films Acadiana et Belle River.

## Biographie
Yannick Nolin a fait ses études en cinéma au Cégep de Saint-Hyacinthe et à Montréal,. Sa passion pour la photo débute à la suite de plusieurs séjours effectués au Pérou pendant lesquels il donne de la formation vidéo à des jeunes de la rue à Iquitos. En 2022, il participe à DocMX lors du Festival international de cinéma documentaire de la ville de Mexico en collaboration avec Spira où artistes mexicains et québécois collaborent ensemble pour créer des courts métrages.
Il est cofondateur et instigateur du projet Kinomada, un laboratoire international de création de courts métrages,. Il est également cofondateur de L'Établi, centre de création et de diffusion en photographie et en arts médiatiques.
Les photos de son œuvre Solitude numérique sont présentées à l'exposition Thébaïde au Centre culturel Pauline-Julien.

## Filmographie
- 2014: 1-2-3 Viva l'Algérie[9]
- 2019: Quick
- 2019: Acadiana[10],[11]
- 2022: Belle River[12]

## Distinctions

### Nominations
- 2014: En lice pour le "Prix du développement culturel"[13] lors du Gala d'excellence des arts et de la culture, un événement qui souligne l'œuvre d'artistes professionnels, d'organismes et d'entreprises, dont l'œuvre et le travail contribuent à l'essor culturel des régions de la Capitale-Nationale et de la région de Chaudière-Appalaches.
- 2019: Acadiana est en compétition officielle dans la section Labo 2019 au Festival du court métrage de Clermont-Ferrand
- 2019: Acadiana[14] est dans la liste des dix meilleurs courts métrages canadiens[11] au Toronto Film Festival (TIFF)[15]
- 2022: Belle River figure dans la liste des dix meilleurs courts métrages canadiens au Toronto Film Festival (TIFF)[16]
- 2022: Belle River fait partie de la sélection officielle du Festival Hot Docs[17] à Toronto, le plus grand festival du film documentaire en Amérique du Nord.

### Prix
- 2020: Prix du jury et Prix du public Caisse Desjardins[10]